# Hazardzista (album)
Hazardzista – debiutancki album studyjny zespołu Gienek Loska Band. Płyta została wydana 21 listopada 2011 roku przez Sony Music Entertainment Poland.
Album uplasował się na 5. miejscu Oficjalnej Listy Sprzedaży w Polsce. Album uzyskał status złotej płyty.

## Lista utworów
Opracowano na podstawie materiału źródłowego.
1. "Paszport"
2. "Hazardzista"
3. "Dance on the razor's edge"
4. "Dusza"
5. "Jak cie widzą, tak cię piszą"
6. "Kosił Jaś koniczynę"
7. "Scream"
8. "W jedna stronę bilet"
9. "Pieśń emigranta"
10. "Dziewczyna z Kielc"
11. "Can't judge book"
12. "Ciemna noc"